# Орешечки манастир
Орешечкият манастир „Свети Великомъченик Георгий“ (на македонска литературна норма: Орешечки манастир „Свети Георгиј“) е манастир, разположен край велешкото село Ореше, централната част на Северна Македония. Манастирът е обновен в 2004 година. Разположен е на 3,5 km от селото, в местността Манастирища, в пазвите на планината Даутица. Манастирът има конаци, кухня, трапезария и стаи за гости.